# 盧奇 (萬曆進士)
盧奇（1546年—？），字廷才，號德玉，湖廣永州府祁陽縣人，明朝政治人物。

## 生平
嘉靖四十三年（1564年）甲子科湖廣鄉試第二十一名，萬曆五年（1577年）丁丑科會試第一百六十四名，未殿试，八年（1580年）庚辰科登三甲第二百二十九名進士。都察院觀政，九年授高安知县，丁憂归乡。十七年行取，选授兵部主事，二十年升员外郎，十二月升郎中，二十二年升金华知府，二十六年升两淮运使，二十七年准致仕。

## 家族
曾祖盧永齡，曾任義官；祖父盧瑞，庠生；本生祖父卢珊，儒官；父盧傳印，增生，曾任恩例冠帶。母陶氏；繼母李氏。慈侍下。兄盧彦（知县）、盧襄。弟盧扆、盧豪（贡士）、盧文、盧宏、盧廉。